# Valrossen (1918)
Valrossen, officiellt HM Ubåt Valrossen, var en ubåt i svenska flottan. Hon var den sist byggda ubåten av tre i Hajen II-klass, som hon bildade tillsammans med Hajen och Sälen. Valrossen byggdes på Kockums varv i Malmö och sjösattes 1918.  År 1927 genomförde hon en långresa till San Sebastian i Spanien tillsammans med ubåtarna Hajen, Bävern och Uttern. Valrossen utrangerades 1943 och skrotades samma år. 